# Vanderwaltozyma yarrowii
Vanderwaltozyma yarrowii är en svampart som först beskrevs av van der Walt, och fick sitt nu gällande namn av Kurtzman 2003. Vanderwaltozyma yarrowii ingår i släktet Vanderwaltozyma och familjen Saccharomycetaceae.   Inga underarter finns listade i Catalogue of Life.